# 사패산터널
사패산터널(賜牌山터널,Sapaesan Tunnel)은 경기도 의정부시 호원동과 양주시 장흥면을 잇는 수도권제1순환고속도로 상의 터널으로, 총 길이 3,997m에 폭 17.6m으로 기네스북에 세계 최장 광폭터널(4차로터널)로 등재되어 있다. 송추 나들목와 호원 나들목 사이에 위치하고 있으며, 기존에 산지로 가로막혀 우회하여야 했던 구간을 직선으로 이음으로서 일산~의정부 간 소요 시간이 25분으로 단축되었다.

## 정보
- 터널: 편도4차로, 쌍굴터널
- 제한속도: 100km/h
- 사패산통합방재센터에서 사패산터널을 포함한 5개터널을 통합운영관리중이다.(노고산1,2터널, 사패산터널, 수락산터널, 불암산터널)

## 건설 과정
1998년 6월 30일 서울외곽순환고속도로 일산~퇴계원 구간의 민자유치시설사업 기본계획이 고시된 후 2001년 6월 30일 퇴계원 나들목~일산 나들목 구간의 착공과 동시에 공사가 개시되었다. 그러나 공사 도중 환경 단체와 불교계에서 북한산국립공원과 주변 환경의 훼손이 우려된다는 이유로 기존 노선 전면 재검토 및 의정부 외곽을 도는 우회노선 건설을 주장하는 등 반발이 일어났고, 2001년 11월 16일 사패산터널 구간의 공사가 중단되었다. 반면 정부 측에서는 반발하는 측에서 제시한 우회 노선의 교통난 해소 효과가 작고 또다른 환경 파괴를 불러온다는 점을 들어 기존 노선의 지지를 고수했고, 불교계 일부 승려와 환경 단체 회원들은 공사를 저지하기 위해 현장에 철조망을 설치하고 농성을 벌인다. 급기야 농성을 반대하는 일부 승려와 용역업체 직원들이 농성장에 난입해 폭력을 휘두르는 사태까지 발생했다.
2002년 12월 4일 노무현 당시 대통령 후보가 노선 재검토 및 대안 노선 검토를 공약으로 내세운 후 제16대 대선에서 당선되었고, 2003년 4월 4일 정부와 불교계, 환경 단체가 추천한 전문가 11명으로 구성된 '노선재검토위원회' 구성이 합의되어 발족하였다. 노선재검토위원회는 45일 동안 현장을 둘러보고 기존 노선에 대한 10여 개의 대체 노선에 대해 타당성을 검토했고, 국무총리실에서 주관하는 국민대토론회와 6번의 합동 회의, 워크숍 등을 통해 합의점을 모색했다. 그러나 대체 노선에 대한 합의점을 찾는 데에는 결국 실패했고, 거기에 더하여 기존 노선의 혜택을 받는 연선 지역 주민들이 조속한 개통을 요구하는 목소리를 높이면서 갈등은 커진다. 노무현 대통령은 2003년 9월 19일 국무회의에서 '공론조사를 한 뒤 노선을 결정하라'고 지시하지만 이후 약 3개월 동안 공론조사는 전혀 진행되지 않고, 이에 따른 사태의 장기화와 갈등의 심화는 조속한 해결을 촉구하는 여론을 불러일으켰다. 결국 기존 노선을 채택하되 인근 사찰의 수행 환경 저해와 생태 환경 피해를 최소화하는 방안을 마련해 공사를 재개해야 한다는 의견에 힘이 실렸고, 2003년 12월 22일 노무현 대통령이 해인사를 방문해 조계종 종정 법전 스님을 직접 찾아 이해를 구하면서 갈등이 풀리기 시작한다. 이후 불교계는 사패산터널 건설이 주요 국책사업이라는 점과 뚜렷한 대안이 없다는 점을 고려해 물러서고, 12월 24일 북한산국립공원의 경관 훼손을 기존 방식보다 줄이는 공법을 채택해 공사가 재개된다.
착공 4년 만인 2005년 7월 사패산을 관통하여 2005년 7월 13일 사패산터널 관통식이 열렸고 이후 북부 구간에 해당하는 퇴계원 나들목~일산 나들목 중 사패산 구간을 제외한 송추 나들목~일산 나들목 18.3km 구간, 퇴계원 나들목~의정부 나들목 10.5km 구간이 개통되었다. 사패산터널의 경우 당초 2008년 6월 개통될 예정이었지만 '상하 동시굴착' 공법을 사용해 공기를 6개월 이상 앞당겼고, 2007년 9월 완공되어 2007년 12월 28일 의정부 나들목~송추 나들목 7.5km 구간과 함께 개통하였다.
공사에는 총 2,293억 원이 투입되어 15t 트럭 26만 6천 대 분량의 흙과 골재 159만 7천 m3가 배출되었으며 연간 3만 5천 명의 인력과 1만 9천 대의 중장비가 동원되었다.

## 시설
터널 내에 공기 순환을 돕는 팬 45대가 설치되어 있고 50ｍ 간격으로 소화기가 배치되어 있다. 긴급 상황에 대비해 쌍굴터널을 구성하는 두 터널을 서로 연결하는 비상 갱도가 700ｍ 간격으로 건설되어 있으며 북한산국립공원의 오염을 막기 위해 내부 먼지를 정화해 배출하는 전기 집진시설이 일산 방면 2대, 구리 방면 1대로 도합 3대가 설치되었다. 터널 양끝의 쌍굴터널 입구 중앙에는 터널 공사로 쇠약해진 북한산국립공원의 기를 북돋아주고 화합(和合)을 지킨다(保)는 의미의 보합기념탑(保合記念塔)이 설치되어 있다.

## 같이 보기
- 호원터널: 구리 방면, 다음 터널
- 노고산1터널: 일산 방면, 다음 터널
- 고트하르트 바시스 터널
- 레르달 터널
- 인제양양터널
- 야마테 터널